# Оліте
Оліте (ісп. Olite) — муніципалітет в Іспанії, у складі автономної спільноти Наварра. Населення — 3650 осіб (2009).
Муніципалітет розташований на відстані близько 290 км на північний схід від Мадрида, 36 км на південь від Памплони.

## Історія
У 1407 — 1530 роках місто було центром Олітської меринії (повіту) Наваррського королівства.

## Демографія
Динаміка населення (INE ):

## Галерея зображень

Розташування муніципалітету
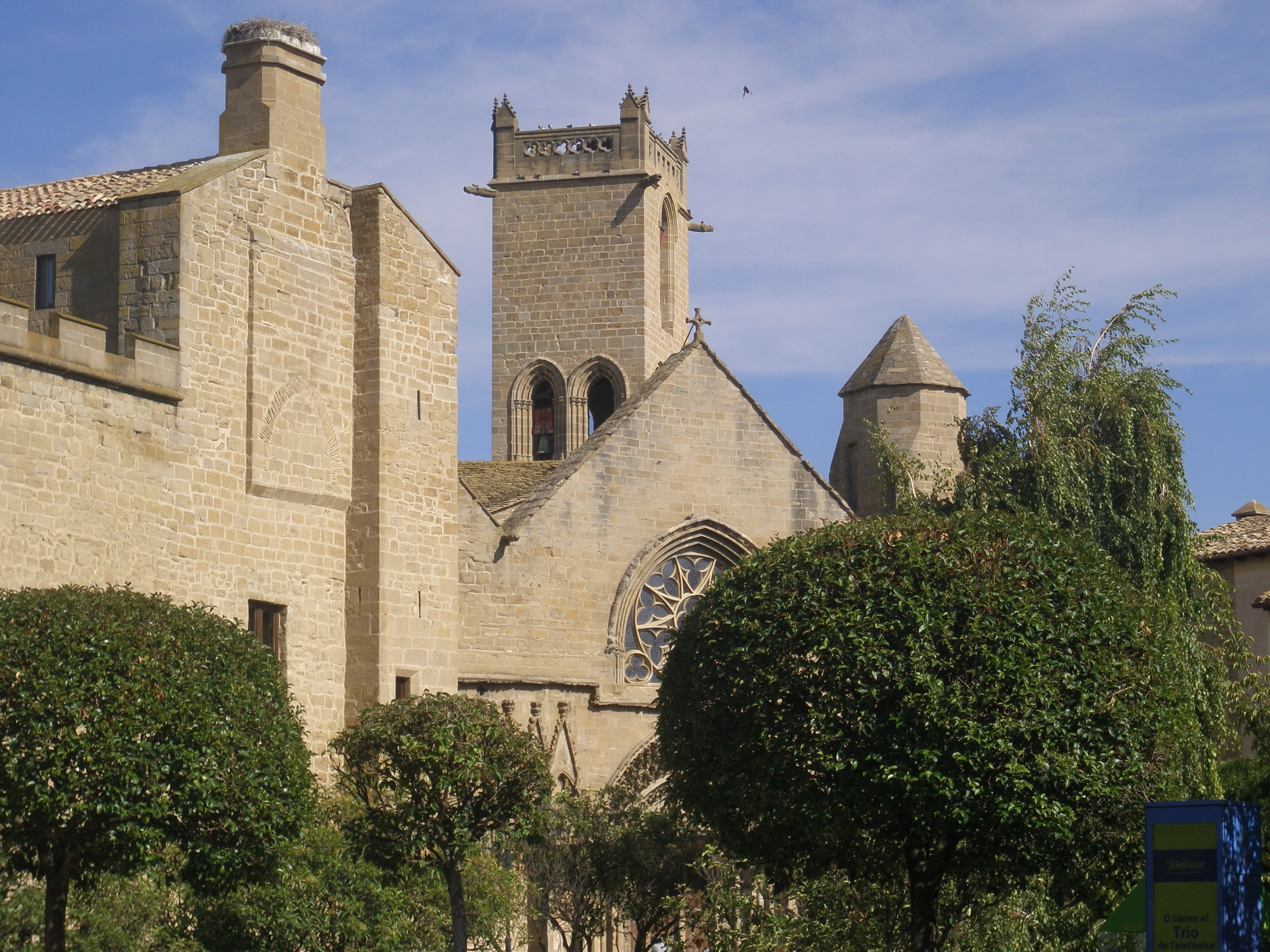
Оліте
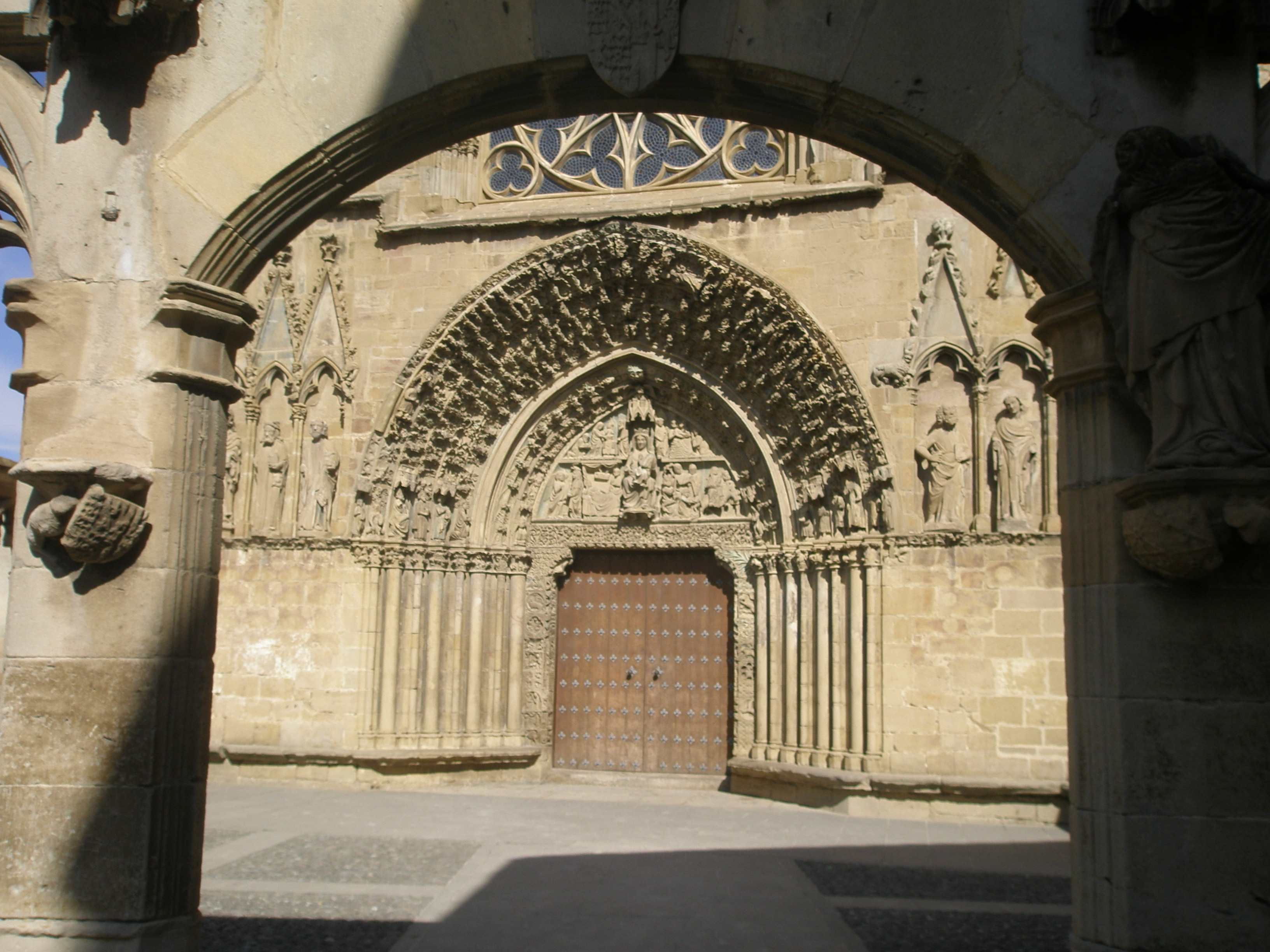
Санта-Марія-ла-Реаль-де-Оліте
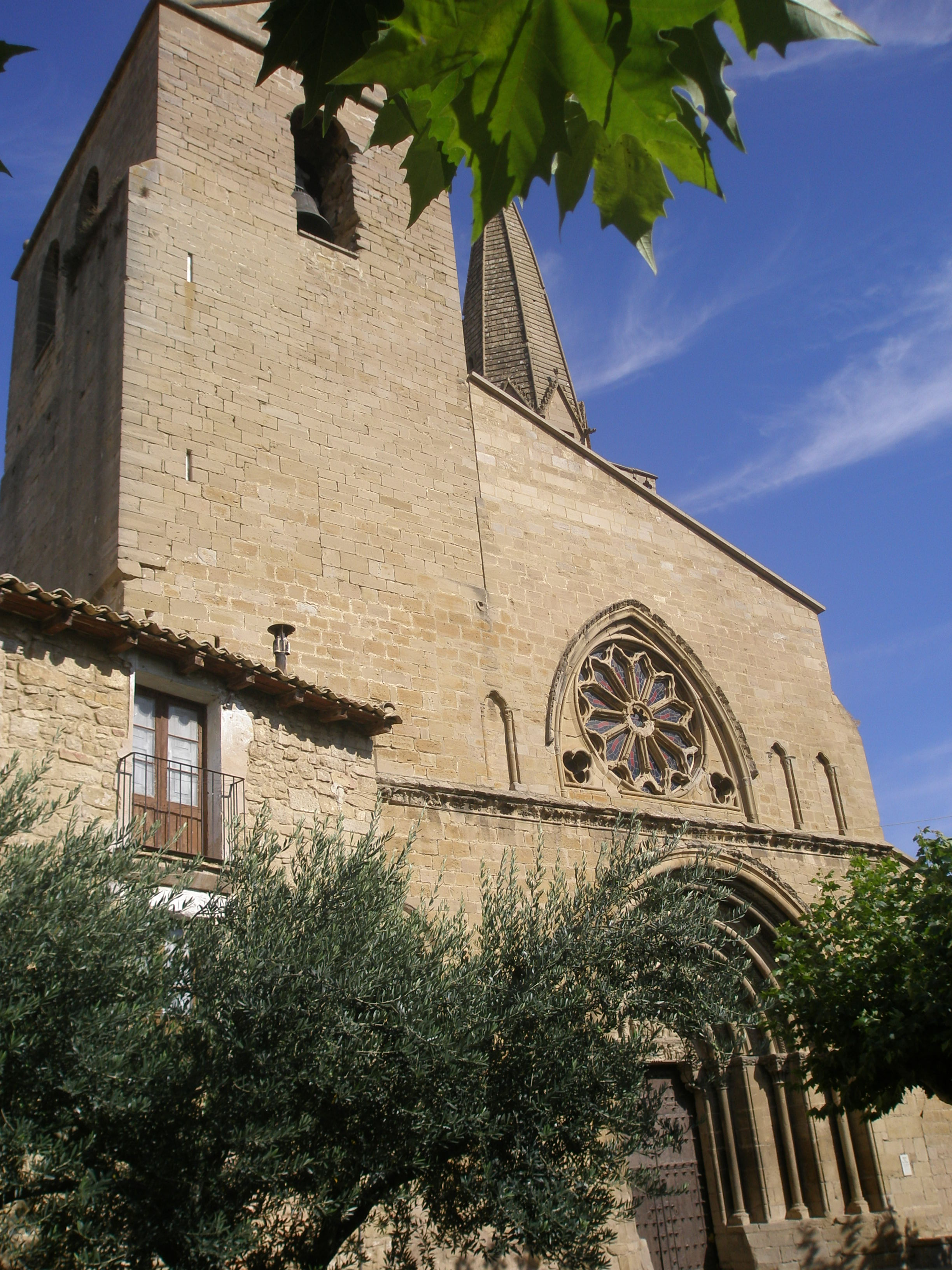
Сан-Педро